# Ruinen von John Newtons Haus und Sklavenbaracken auf der Insel Plantain

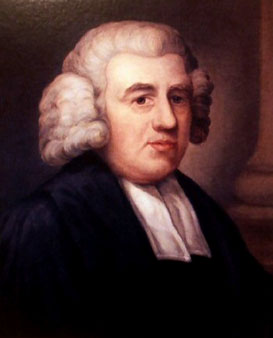
John Newton

Die Ruinen von John Newtons Haus und Sklavenbaracken (englisch Ruins of John Newton’s House and slave barracoons) sind ein Nationaldenkmal des afrikanischen Staates Sierra Leone. Sie befinden sich auf einer Halbinsel der Insel Plantain. Der Zustand des Baudenkmals ist (Stand 2007) als schlecht zu bezeichnen.
Der Seefahrer und Sklavenhändler John Newton reiste um 1744 erstmals nach Sierra Leone. Zwischen 1748 und 1754 war er erneut mindestens drei Monate lang an der Küste Sierra Leones. Newton errichtete auf Plantain Island ein Wohnhaus und Anlagen für den Sklavenhandel.

## Beschreibung
Die Ruinen bestehen aus einer L-förmigen Mauer, die sieben bis acht Fuß (etwa 2,1 bis 2,4 Meter) hoch ist. Am oberen Rand befinden sich zerbrochene Glasscheiben. Eine weitere Mauer könnte der Eingang zum Kellergewölbe oder die Ummauerung einer Quelle gewesen sein. Zudem befinden sich am Standort ein gut sichtbares Fundament eines Gebäudes sowie eine sehr gut erhaltene Kanone.